# Nycteridae
Nycteridae é uma família de morcegos, que consiste num único género, o Nycteris. Podem ser encontrados na África, sudoeste e sudeste asiáticos, Malásia Oriental e Indonésia.

## Espécies e Subespécies
- Nycteris arge Thomas, 1903
- Nycteris aurita (Andersen, 1912)
- Nycteris gambiensi (Andersen, 1912)
- Nycteris grandis Peters, 1865
- Nycteris hispida (Schreber, 1775)
  - Nycteris hispida hispida
  - Nycteris hispida pallida
- Nycteris intermedia Aellen, 1959
- Nycteris javanica É. Geoffroy, 1813
- Nycteris macrotis Dobson, 1876
  - Nycteris macrotis aethiopica
  - Nycteris macrotis macrotis
  - Nycteris macrotis luteola
- Nycteris madagascariensis Grandidier, 1937
- Nycteris major (Andersen, 1912)
  - Nycteris major avakubia
  - Nycteris major major
- Nycteris nana (Andersen, 1912)
  - Nycteris nana nana
  - Nycteris nana tristis
- Nycteris parisii De Beaux, 1924
- Nycteris thebaica É. Geoffroy, 1813
  - Nycteris thebaica adana
  - Nycteris thebaica albiventer
  - Nycteris thebaica capensis
  - Nycteris thebaica damarensis
  - Nycteris thebaica najdiya
  - Nycteris thebaica thebaica
- Nycteris tragata (Andersen, 1912)
- Nycteris vinsoni Dalquest, 1965
- Nycteris woodi Andersen, 1914